# St. Marien (Groppendorf)

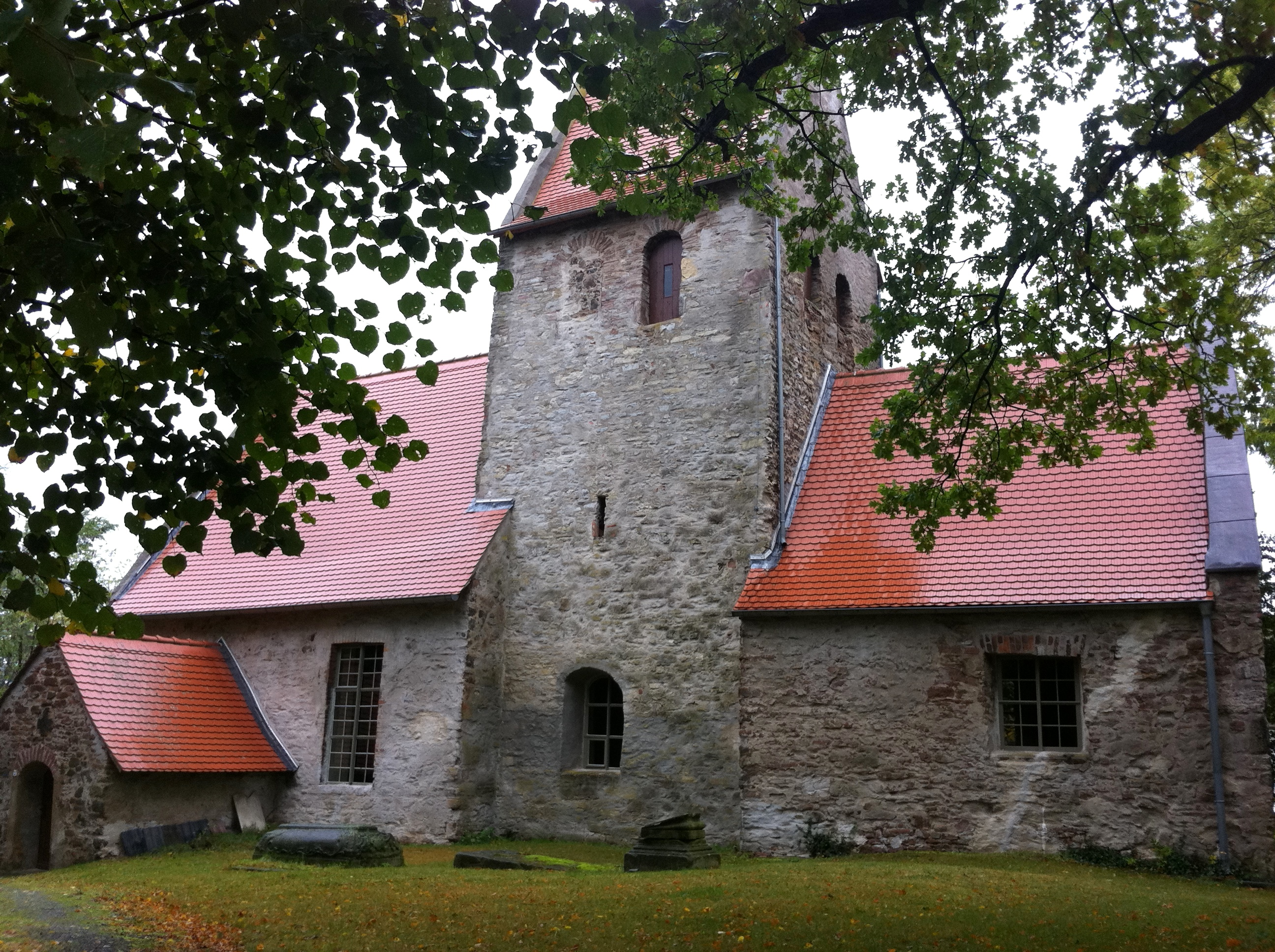
Sankt-Marien-Kirche

Die evangelische St.-Marien-Kirche des Dorfes Groppendorf im Landkreis Haldensleben, Sachsen-Anhalt gilt als eine der wertvollsten Dorfkirchen der Region.

## Architektur und Geschichte

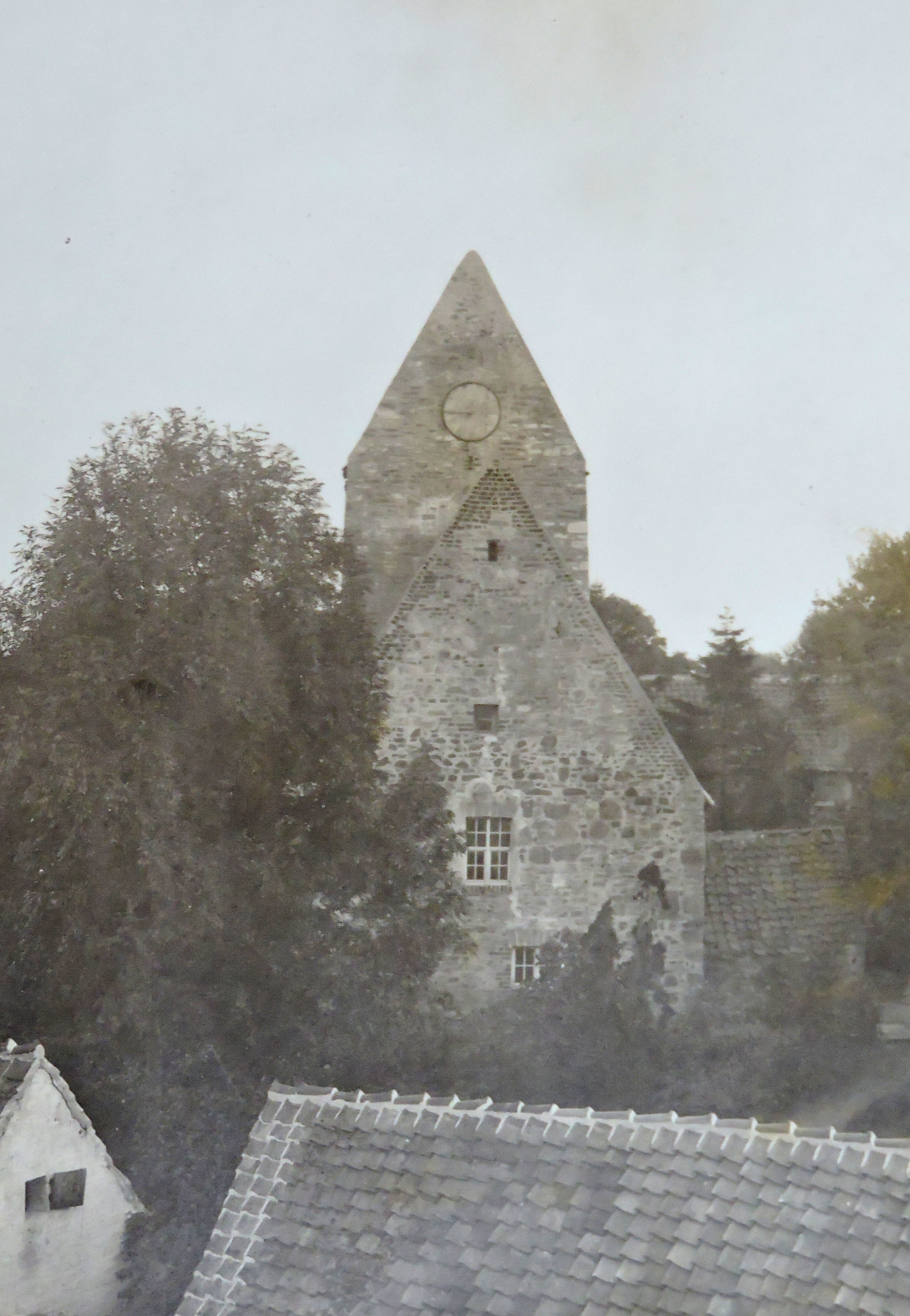
Kirche 1906

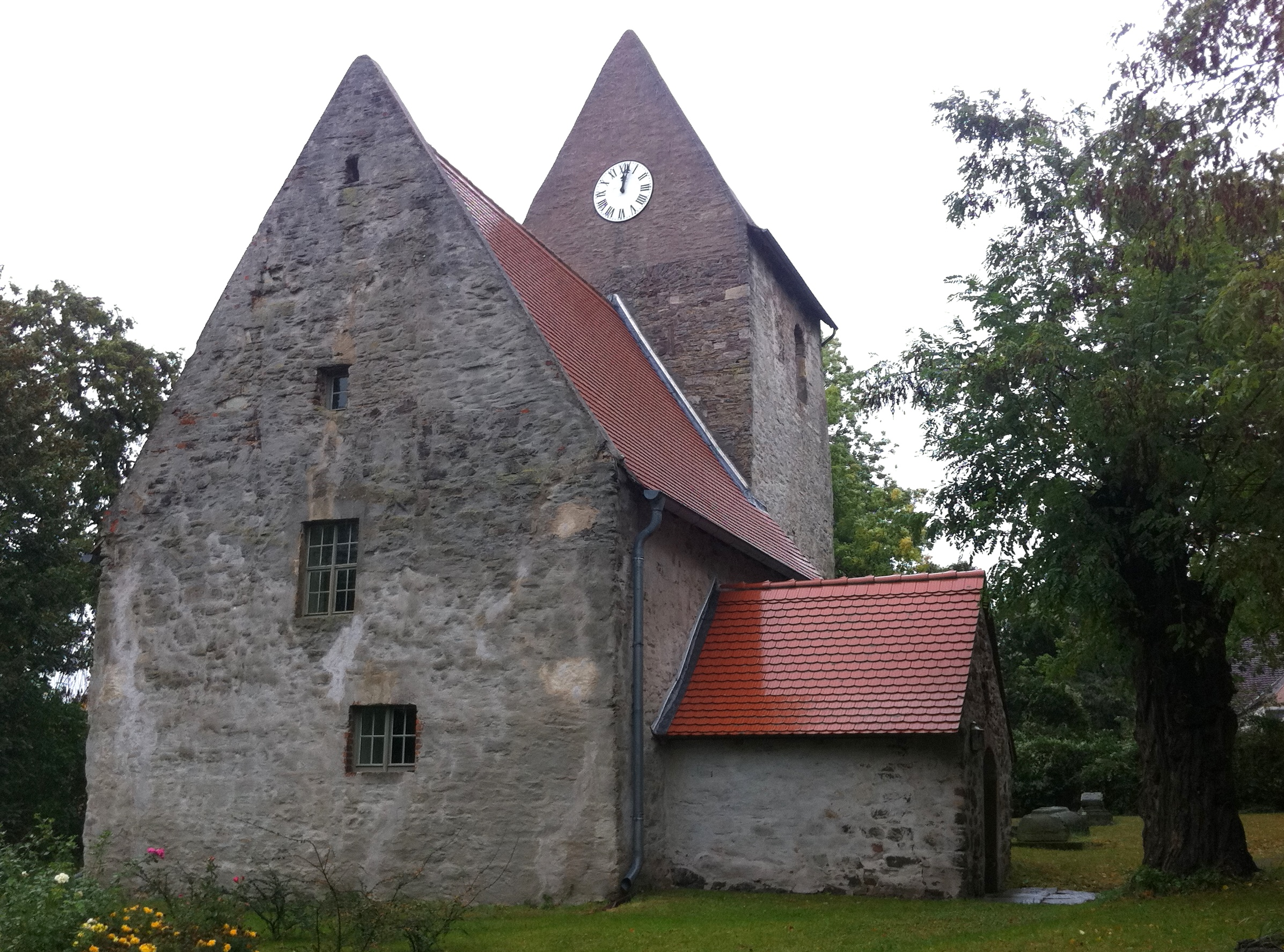
Blick aus Südwesten

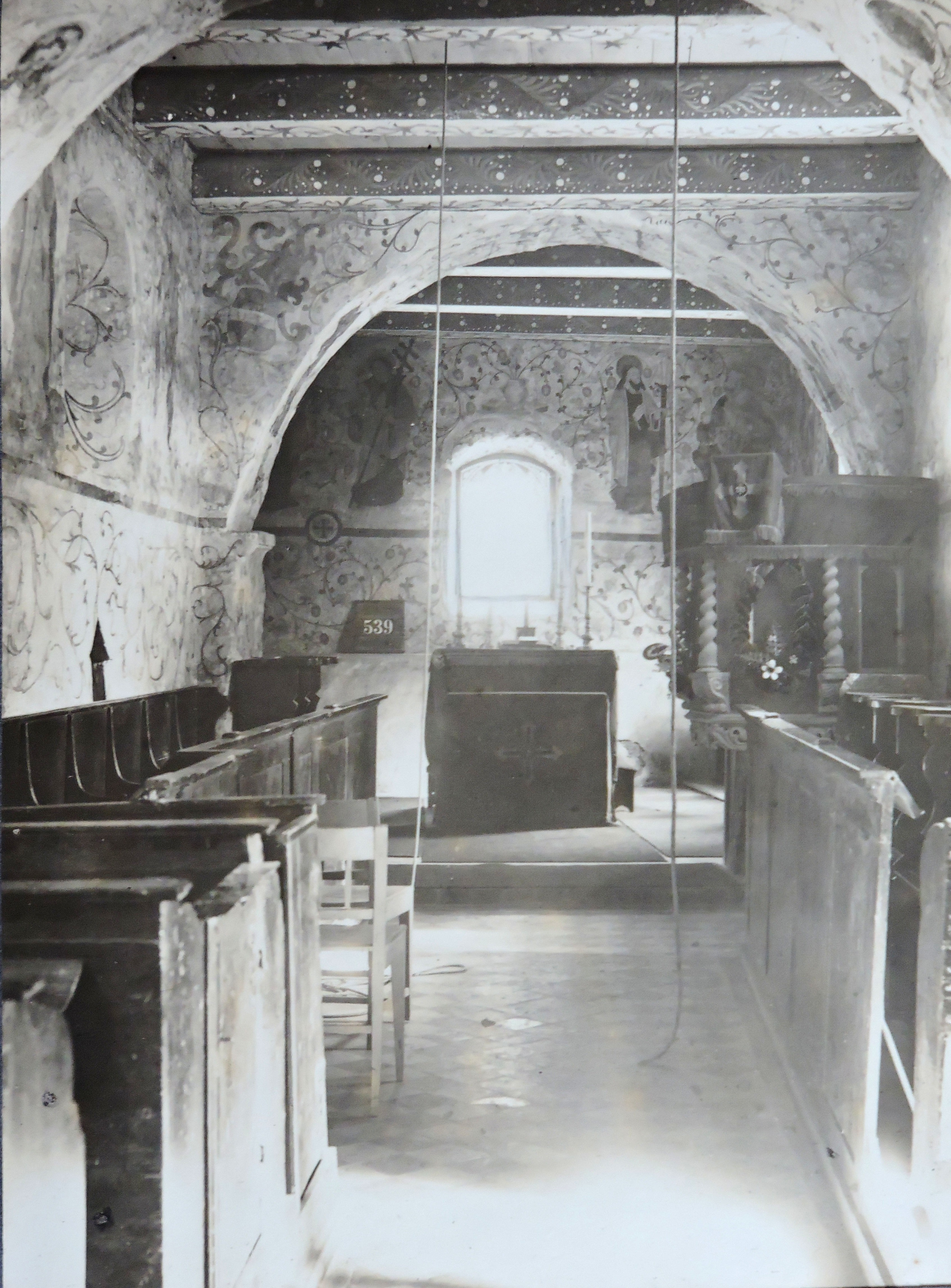
Inneres 1906

Die auf dem ehemaligen Kirchhof befindliche Kirche entstand im frühen 13. Jahrhundert in spätromanischen Stil. Sie unterstand ursprünglich der Kirche Hakenstedt, bis sie 1317 in Besitz des Klosters Mariental kam. Im Jahre 1479 ging das Patronat derer von Groppendorf bis 1763 über auf die v. Alvensleben-Erxleben, denen bis 1945 die v. Veltheim-Harbke folgten.
Prägend für ihr Erscheinungsbild ist der quadratische Chorturm, der jedoch, wie der Chor selbst, erst später östlich an den aus Bruchstein errichteten Saal angefügt wurde. Der Turm verfügt über als Rundbögen gestaltete Schallöffnung, die zum Teil jedoch vermauert sind. Östlich des Chorturms befindet sich ein unregelmäßiger rechteckiger Chor.
An der Südseite ist eine spätgotische Eingangshalle angefügt. Oberhalb des Portals ist in die Wand ein romanisches, jedoch mit der Jahreszahl 1670 versehenes Kreuz eingemauert. Innerhalb der Vorhalle ist am Türsturz zum Kirchenschiff ein Bogenfeld in Form eines Kleeblatts eingemeißelt, auf welchem sich zwischen zwei Kreuzen ein in Lilienform gestalteter Lebensbaum als Flachrelief befindet.
Restaurierungen der Kirche erfolgten 1895 und 1965.
Das Kircheninnere wird von einer flachen Decke überspannt. Zwischen dem Untergeschoss des Turms und dem Kirchenschiff befindet sich ein Rundbogen. Zum Chor besteht ein leicht gespitzter Triumphbogen. Beide Bögen ruhen auf Kämpfern aus der Zeit der Spätromanik.
Ein weiteres romanisches Portal an der Nordseite des Schiffes nahe der Westecke ist vermauert. Aus dem 19. Jahrhundert stammen die großen Rechteckfenster.
In den Chor wurden zwei Barockfenster eingefügt. Im Zuge der Freilegung der Wandmalerei 1896 wurde die Patronatsempore entfernt, seitdem ist die dorthin führende barocke Tür außer Gebrauch.

## Inneres
Bemerkenswert sind in der Kirche erhalten gebliebene rustikale Wandmalereien vom Anfang des 16. Jahrhunderts. So sind im Chor die zwölf Apostel, Schutzmantelmuttergottes und Heilige über Weihekreuzen dargestellt. Die Sakramentsnische wird von einem Gehäuse bekrönt und ist von Engeln umgeben. Sieben Nothelfer sind im Untergeschoss des Turms dargestellt. Weitere ehemals vorhandene Malereien in anderen Teilen der Kirche sind nicht erhalten. Die Malereien wurden 1897 durch den Berliner August Oetken restauriert. Eine weitere Restaurierung erfolgte von September 2009 bis Februar 2010. Sowohl im Chor als auch im Turmuntergeschoss befinden sich gemalte Ranken auf den Deckenbalken, im Kirchenschiff ist dort auch eine Inschrift vorhanden. Die Malereien gelten als ein seltenes Beispiel erhaltener Dekorationen aus der Zeit des späten Mittelalters.
Der Altar ist mit einer romanischen Deckplatte mit Sepulcrum ausgestattet. Die holzgeschnitzte Taufe ist achteckig ausgeführt.
Die polygonale Kanzel stammt aus der Zeit um 1680. Sie ruht auf einer achtseitigen Stütze, die ehemalige Stütze war eine Mosesfigur. Die Kanzel ist kiefernholzgeschnitzt mit sechseckigem Grundriss, vor den Ecken stehen gedrehte korinthische Säulchen, über denen Engelköpfe angebracht sind. Ein hölzernes Kruzifix stammt vom Anfang des 16. Jahrhunderts. Das Kirchengestühl und die Westempore entstanden im 18. Jahrhundert. Letztere diente ursprünglich dem Gut Brumby, bis sie im 19. Jahrhundert verbreitert und zur Orgelempore umgebaut wurde. Die 1889 von Troch-Neuhaldensleben reparierte Orgel aus der Mitte des 19. Jahrhunderts erhielt 1905 eine neue Manualklaviatur von Hülle-Neuhaldensleben.
In der Vorhalle an der Südseite befindet sich ein 1591 gesetztes Renaissance-Epitaph für Curdt Vasmer und dessen Familie. Es zeigt in einem Hochrelief den Verstorbenen und seine Familie kniend vor einem Kruzifix. Oberhalb befindet sich das Wappen Vasmers sowie die beiden Wappen seiner Ehefrauen.
Die Kirche verfügt auch über eine 1516 von Brant Beddingk gegossene Bronzeglocke. Der Glockenstuhl entstand 1690 und wurde 1753 erneuert.
Der Kirchhof ist von einer Mauer umgeben. Neben dem westlichen Friedhofstor steht ein Kriegerdenkmal für die Gefallenen des Ersten Weltkrieges.